# Gilsinho
Gilson do Amaral (Américo Brasiliense, 4 april 1984) is een Braziliaans voetballer.